# Abúndio e Abundâncio
Abúndio (em latim: Abundius) e Abundâncio (em latim: Abundantius) são mártires cristãos que foram mortos durante a Perseguição de Diocleciano. Sua festa é celebrada em 16 de setembro. As relíquias de Abúndio e Abundâncio estão em Arignano, na Itália. A cabeça de Abúndio está na Basílica de Santa Maria em Aracoeli, em Roma, enquanto outras relíquias estão na Basílica dos Santos Cosme e Damião e em Siena.

## Vida

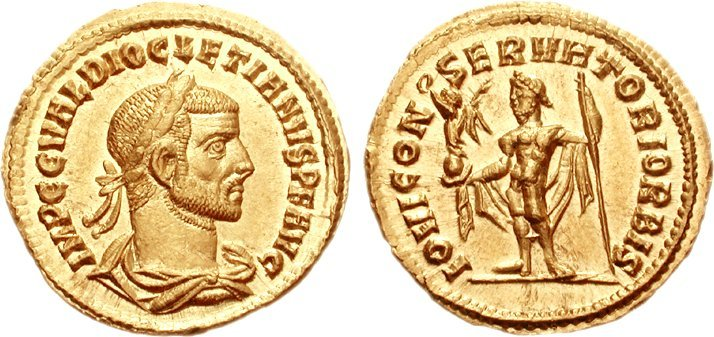
Áureo de Diocleciano r.

Abúndio era sacerdote em Roma e Abundâncio seu diácono. Foram levados diante do imperador Diocleciano (r. 284–305) e receberam ordens para adorar Hércules. Ao se recusarem, foram enviados à Prisão Mamertina, enquanto outros 30 cristãos capturados junto deles foram executados. Após 30 dias, Abúndio e Abundâncio foram levados diante do imperador e torturados, mas permaneceram firmes em sua fé e foram condenados à morte. Em seu caminho ao martírio, passaram por Marciano, pai de João, que lamentava a morte do filho. Abúndio ajoelhou diante do corpo do jovem e após orar, João abriu os olhos. Marciano e João converteram-se, mas acabaram presos e foram executados junto dos clérigos.